# Toulouse-Bordeaux-Toulouse
Toulouse-Bordeaux-Toulouse est une ancienne course cycliste française, d'une distance de plus de 500 kilomètres, disputée les 24 et 25 septembre 1892, entre Toulouse dans le département de la Haute-Garonne et Bordeaux dans le département de la Gironde.

## Palmarès
| Année | Vainqueur        | Deuxième      | Troisième            |
| ----- | ---------------- | ------------- | -------------------- |
| 1892  | Charles Nicodémi | Gilbert Robin | Jean-Théodore Joyeux |